# مهندسی خودرو
مهندسی خودرو (به انگلیسی: Automotive engineering) به عنوان مادر کلیه رشته‌های منشعب از مهندسی مکانیک شناخته می‌شود زیرا مهندسی مکانیک با صنعت خودرو آغاز گردید و سازوکارها، فنون و تجربیات حاصل از آن در بخش‌های دیگر بکار گرفته شد. این رشته در کشورهای پیشرفته تا سطح دکترا و در شاخه‌های گوناگون توسعه یافته است.

## سیر تکامل

اتومبیل را شخص بخصوصی اختراع نکرد بلکه این وسیله به تدریج تکامل یافت و به شکل امروزی درآمد. اتومبیل‌های اولیه شبیه درشکه بود و با نیروی بخار به حرکت درمی‌آمد.
آغاز زندگی و پیدایش خودروهای موتوری به سال ۱۷۶۹ میلادی بازمی‌گردد، هنگامی که مهندس نظامی فرانسوی، نیکولاس ژوزف کاگنوت، یک سه چرخه بخار را برای کشیدن و حمل و نقل قطعات توپ می‌سازد. پس از گذشت چند سال از آن تاریخ یک مدل بهتر ساخته می‌شود. در اثر برخورد آن با دیوار سبب رخ دادن نخستین پیش آمد رانندگی در تاریخ خودروهای جاده‌ای می‌گردد. در پی آن در سال ۱۷۸۴ میلادی یک خودرو با موتور بخار توسط مهندس اسکاتلندی جیمز وات ساخته می‌شود، که از کارایی چندانی برخوردار نبود. در سال ۱۸۰۲ میلادی ریچارد ترویتیک انگلیسی یک واگن بخار را به وجود آورد که فاصلهٔ میان کورنوال و لندن را می‌پیماید. یک شب به سبب فراموشی ترویتیک در خاموش کردن آتش دیگ بخار، واگن طعمه آتش‌سوزی شده و از بین می‌رود. بازار کالسکه‌ها و واگن‌های بخار در انگلیس تا سال ۱۸۶۵ میلادی رونق داشت تا اینکه سرانجام رقابت با راه‌آهن و نیز تصویب قوانین صریح علیه سرعت به عمر این دسته از خودروها پایان می‌دهد.
نخستین سواری‌های عملی که موتور بنزینی توان آن‌ها را فراهم می‌ساخت، در سال ۱۸۸۶ میلادی ایجاد شده و سازندگان عمده آن کارل بنز و گوتلیب دایملر می‌باشند که جدا گانه کارمی‌کردند.

### آغاز صنایع اتومبیل
با اختراع موتور احتراقی در سال ۱۸۶۰ میلادی به وسیلهٔ یک نفر بلژیکی بنام اتی ین لونوار آغاز شد. در سال ۱۸۷۴ زیگفرید مارکوس در شهر وین یک موتور چهار سیلندر اختراع کرد که به وسیلهٔ بخار کار می‌کرد و از نوع موتورهای برون سوز بحساب می‌آمد. در سال ۱۸۷۶ یک مهندس آلمانی بنام نیکلاس اتو یک موتور احتراق داخلی را با موفقیت به مرحله ظهور رساند. تبدیل سوخت مایع به گاز تأثیر مهمی در این صنعت ایجاد کرد. دو نفر به نام‌های گوتلیب دایملر و ویلهلم مایباخ که هر دوی آن‌ها از اتو تجربه اندوزی کرده بودند در شهر اشتوتگارت در سال ۱۸۸۲ کارگاهی دایر نمودند و پس از گذشت یکسال اولین موتور خود را عرضه نمودند. موتور آن‌ها نوعی موتور سبک با سرعت بالا در حدود ۹۰۰RPM بود که نسبت به موتورهای احتراق داخلی آن زمان که حداکثر دورشان ۲۰۰RPM بود نوعی موفقیت محسوب می‌شد. موتور ساخت دایملر کم‌کم از صورت تک سیلندر به نوع دو سیلندر V شکل مبدل گردید که مجهز به کاربراتور بود. کاربراتور موتور دایملر را مای باخ طراحی کرده بود. دایملر سیستم جرقه زنی بدیعی را به خدمت گرفت که به سیستم جرقه زنی لوله داغ موسوم بود. این روش عمل ایجاد جرقه توسط یک لوله پلاتینی که در بالای سیلندر قرار داشت و انتهای دیگرش توسط شعله سرخ نگه‌داشته می‌شد انجام می‌گردید. کارل بنز آلمانی که ده سال از دایملر جوان تر بود برای سیستم جرقه زنی خود از الکتریسته استفاده کرد. او موتور چهار سیلندری را طراحی نمود و در روی یک وسیله نقلیه سه چرخ قرار داد. دو اثر دیگر این دانشمند آلمانی یعنی سوپاپ قارچی شکل و سیستم خنک کاری با آب او هنوز مورد استفاده قرار می‌گیرند. سیستم خنک کاری دایملر به آب حرکت چرخشی اجباری نمی‌داد بلکه مخزن آبی در سطح بالاتر از موتور قرار داشت و آب گرم به علت سبک شدن بطرف بالا و آب سرد به جهت سنگینی بطرف پایین حرکت می‌نمود که به این سیستم ترموسیفون می‌گویند. بالاخره دایملر در سال ۱۸۸۶ یک وسیله نقلیه چهار چرخ طراحی نمود. در سال‌های بعد بنز به عنوان تجارت وسیله نقلیه سه چرخ را ببازار عرضه کرد که به این ترتیب اولین اتومبیل به همراه سر و صدا و مشکلات فراوان وارد بازار شد. دایملر نیز با عرضه اتومبیل خود صنعت اتومبیل‌سازی را مجهز نمود تا با سرعت بیشتر وارد قرن بیستم شود.

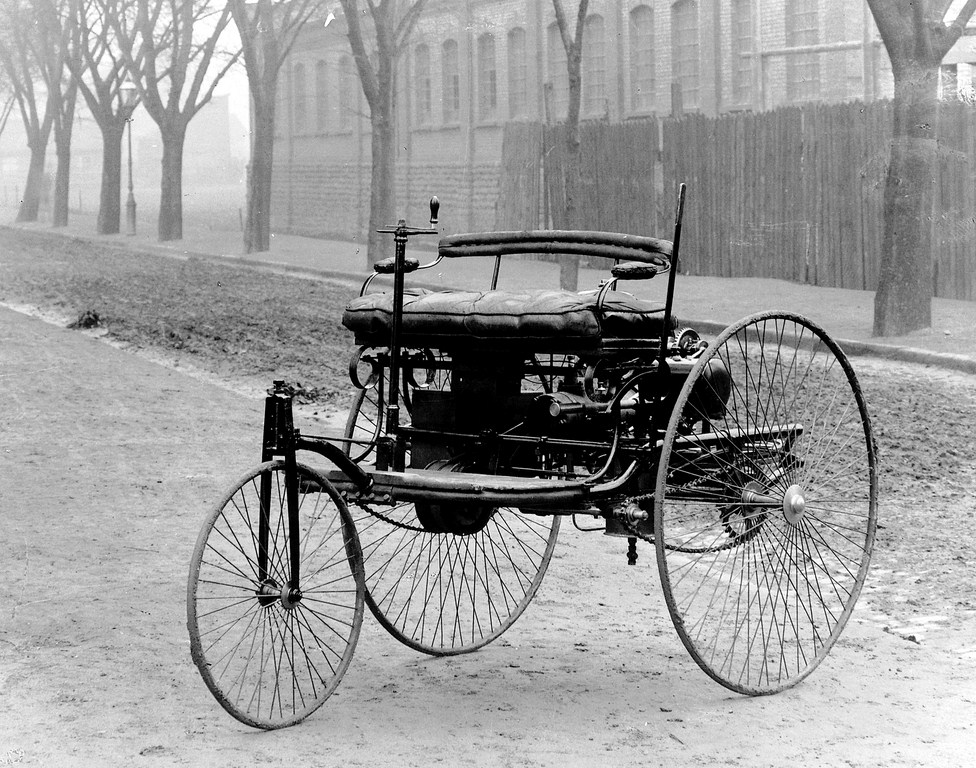
اتومبیل کارل بنز ۱۸۸۵

### نوآوری امیل لواسور
امیل لواسور توانست سامانه انتقال قدرت را که تا آن زمان تسمه‌ای بود به صورت کلاچ و گیربکس درآورد. به علاوه سیستم موتور جلو و محرک عقب را طراحی نمود.
گرچه صنعت خودرو در آلمان متولد شد و در فرانسه رشد پیدا نمود ولی در کشورهای انگلیس و آمریکا پیگیری بیشتری نسبت به ان به عمل آمد. در انگلستان مردم استقبال خوبی از اتومبیل به عمل نیاوردند و می‌گفتند که حمل و نقل به وسیلهٔ چهار پا بهتر است نتیجتاً اتومبیل در آنجا ممنوع گردید ولی در سال ۱۹۰۵ دولت انگلیس سفارش خرید اتومبیل را به یک شرکت انگلیسی داد.

### قانون پرچم قرمز
قانونی به تصویب رسید که براساس آن به موتورهای بخاری اجازه می‌داد که در شهرها با سرعتی معادل قدم زدن حرکت کنند. برای لکوموتیوها سرعت مجاز تا سال ۱۸۶۵ برابر ۶ کیلومتر در ساعت تعیین شد. به دارندگان وسیله نقلیه به دیده تحقیر نگریسته می‌شد و آن‌ها را موظف می‌کردند تا پشت سر یک نفر پرچم بدست با فاصله ۵۵ متر حرکت کنند.

### جعبه‌دنده خورشیدی
در سال ۱۸۹۷. م یک فرد انگلیسی بنام فردریک لنچستر موتور دو سیلندری ساخت که در آن از جعبه‌دنده خورشیدی (گیربکس سیاره‌ای) با محور محرک به جای زنجیر محرک استفاده می‌شد. به‌علاوه چرخدنده حلزونی، محور دنده عقب، میل لنگ، سیستم روغنکاری تحت فشار را به ثبت رساند. تا آن زمان روش روغنکاری قطره‌ای یا پاششی معمول بود. در فرانسه نیز شخصی بنام کنت آلبرت دودیون که جوانی اشرافی بود با مشارکت شخصی بنام ژرژبوتون یک موتور تک سیلندر هوا خنک ساخت. نام دودیون هنوز باقی است زیرا هم‌اکنون طرح او در محورهای عقب برخی خودرها مانندآستین و اوپل استفاده می‌شود. بوتون این طراح و متفکر به اصل پی برده بود که اگر ساختمان موتور و میل لنگ متعادل بوده و نیز لقی‌های قطعات متحرک نسبت بهم کم باشد می‌توان قدرت و سرعت زیادی را از موتور بدست آورد. طراحان دیگر نیز مانند لنچستر دریافتند که برای بازدهی بیشتر لازم است که سوپاپ‌های موتور به صورت مکانیکی باز و بسته شوند. در آن موقع رسم بود سوپاپ‌ها در اثر مکش پیستون باز می‌شدند و تحت نیروی فنر بسته می‌شدند.

### طرح رنو
لوئی رنو از یک محور برای انتقال حرکت به چرخهای عقب استفاده کرد و در مسیر آن قفل گاردان به کار برد تا ارتعاشات تعلیق مستقل عقب بر محور محرک را حذف نماید. طرح دیگر رنو ساخت اتومبیل مسقف بود.

## فناوری‌های پیشرفته
خودروسازان امروزی جهت دستیابی به سطوح بالاتر استانداردهای تعریف شده در زمینه‌های مختلف از جمله محیط زیست، مصرف سوخت، راحتی سرنشین، پایداری خودرو و مواردی از این قبیل از تکنولوژی‌های نوین و پیشرفته در خودروهای خود بهره می‌جویند. این فناوری‌ها اغلب از دهه ۱۹۸۰ میلادی توسط خودروسازان بزرگ دنیا طراحی، تولید و مورد توسعه قرار گرفته است. اما امروزه تمام خودروسازان دنیا بر موضع استفاده از فناوری پیشرفته در صنعت خودرو متفق‌القول هستند. برخی از این تکنولوژی (فناوری)ها عبارتند از: سیستم ترمز ضدقفل، سیستم کنترل کشش، سیستم کنترل پایداری خودرو، سیستم توزیع الکترونیکی نیروی ترمزی، سیستم سوخت‌رسانی تزریق مستقیم، سیستم کیسه ایمنی هوا، سیستم ترمز کمکی، سیستم مدیریت سوخت و جرقه، سیستم کمربند ایمنی پیش‌کشنده، سیستم تعلیق هوشمند، سیستم فرمان فعال و موارد بسیار دیگر.
البته باید این را مدنظر داشت که مرز معینی برای فناوری پیشرفته در صنعت خودرو وجود ندارد؛ از اینرو در برخی کتب مرجع دانشگاهی، سیستم جرقه الکترونیکی در زمرهٔ فناوری‌های پیشرفته محسوب شده و در برخی کتب دیگر سیستم مدیریت سوخت و جرقه جزء فناوری‌های پیشرفته محسوب نشده است.
با توجه به رشد چشمگیر دانش و صنعت الکترونیک در سال‌های اخیر، امروزه می‌توان این‌گونه بیان نمود که تمام فناوری‌های پیشرفته مورد استفاده در خودروها، برای نیل به عملکرد مطلوب، از سیستم‌های کنترل الکترونیکی خودرو یا سیستم‌های مکاترونیکی خودرو استفاده می‌کنند.

## آینده صنعت خودرو

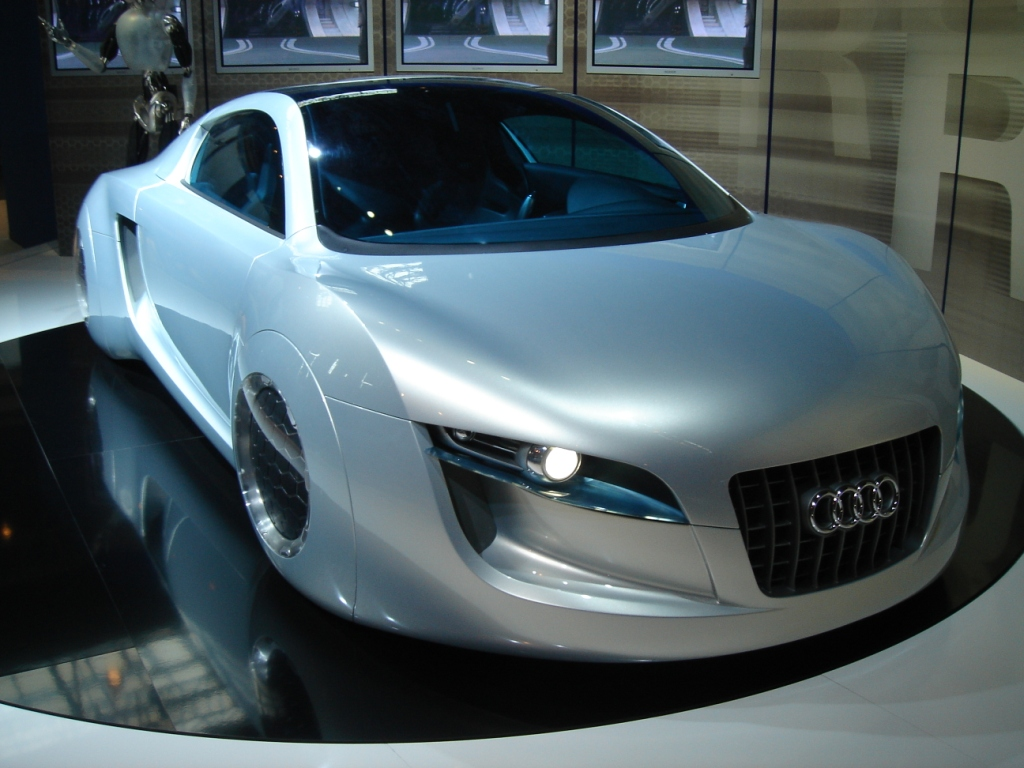
The Audi RSQ sports coupé from the 2004 film I، Robot, envisioned as being motivated by spherical "wheelsisioned as being motivated by spherical "wheels"

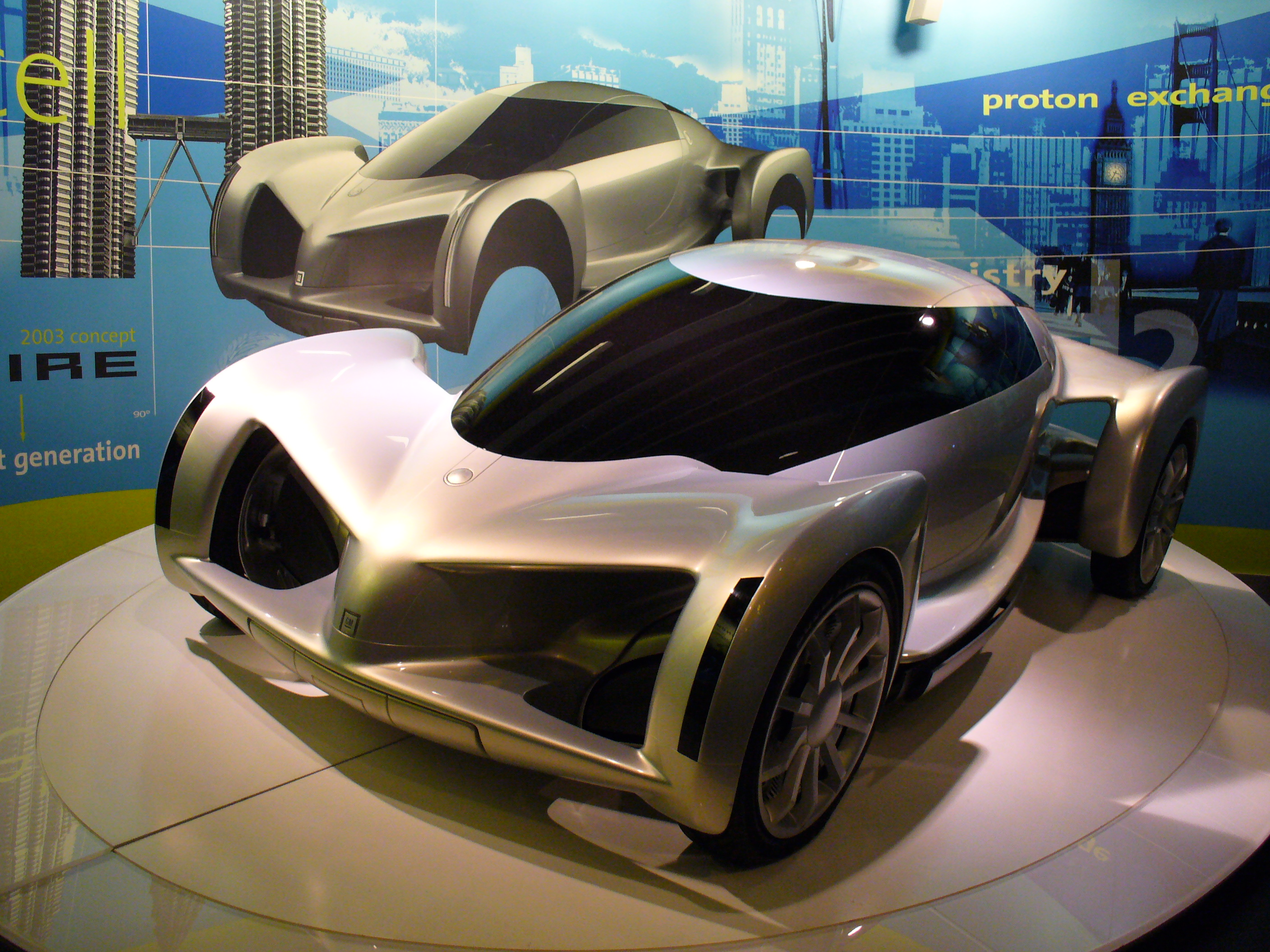
The General Motors Hy-wire

### کنترل پیشرفته
امروزه در تمامی خودروها از سیستم‌های کنترلی هوشمند برای قسمت‌های مختلف استفاده می‌شود.
برای مثال سیستم‌های مولد قدرت، انتقال قدرت، تهویه مطبوع خودرو و سیستم‌های ایمنی خودرو و… همگی دارای کنترل هوشمند می‌باشند.